# Cattivi nei film di James Bond
I film di James Bond sono caratterizzati da cattivi (villains) che perseguono obbiettivi loschi e talvolta megalomani. Per i loro scopi essi si servono di una moltitudine di persone al loro servizio, i più fidati dei quali sono i cosiddetti tirapiedi (henchmen in inglese).

## I cattivi
| num. | Film                                           | Cattivo                                                   | Attore                                        | Obiettivo nel film | Obiettivo nel libro |
| ---- | ---------------------------------------------- | --------------------------------------------------------- | --------------------------------------------- | --- | --- |
| 1    | Agente 007 - Licenza di uccidere               | Dr. Julius No                                             | Joseph Wiseman                                | Sabotare le missioni spaziali per vendetta e per conto della SPECTRE | Sabotare le missioni spaziali NASA per conto dell'Unione Sovietica                                                                                         |
| 2    | A 007, dalla Russia con amore                  | Rosa Klebb, Tov Kronsteen ed Ernst Stavro Blofeld         | Lotte Lenya, Vladek Sheybal ed Anthony Dawson | Rubare il Lektor, una macchina decifratrice sovietica, e vendicare la morte del Dr. No uccidendo Bond e distruggendone l'immagine con uno scandalo | Uccidere Bond distruggendone l'immagine con uno scandalo per volere della SMERSH                                                                           |
| 3    | Agente 007 - Missione Goldfinger               | Auric Goldfinger                                          | Gert Fröbe                                    | Far detonare un ordigno nucleare all'interno di Fort Knox al fine di rendere inutilizzabili le riserve auree e far crescere il valore dell'oro in suo possesso | Derubare Fort Knox |
| 4    | Agente 007 - Thunderball (Operazione tuono)    | Emilio Largo ed Ernst Stavro Blofeld                      | Adolfo Celi ed Anthony Dawson                 | Rubare armi nucleari ed estorcere ingenti capitali ai leader della Terra | Rubare armi nucleari ed estorcere ingenti capitali ai leader della Terra                                                                                   |
| 5    | Agente 007 - Si vive solo due volte            | Ernst Stavro Blofeld                                      | Donald Pleasence                              | Scatenare una guerra tra Stati Uniti e URSS | Completare il suo 'giardino della morte', fatto di piante velenose, allo scopo di trarre profitto dai giapponesi suicidi che lo frequentano                |
| 6    | Agente 007 - Al servizio segreto di Sua Maestà | Ernst Stavro Blofeld                                      | Telly Savalas                                 | Introdurre un virus che distruggerà il bestiame nel mondo e quindi perpetrare la solita estorsione su vasta scala | Introdurre un virus che distruggerà il bestiame nel mondo e quindi perpetrare la solita estorsione su vasta scala                                          |
| 7    | Agente 007 - Una cascata di diamanti           | Ernst Stavro Blofeld                                      | Charles Gray                                  | Creare un raggio mortale satellitare in grado di colpire qualunque obiettivo sulla Terra | Blofeld non è presente nel romanzo |
| 8    | Agente 007 - Vivi e lascia morire              | Dr. Kananga / Mr. Big                                     | Yaphet Kotto                                  | Monopolizzare il mercato dell'eroina | Monopolizzare il mercato di monete antiche e gioielli |
| 9    | Agente 007 - L'uomo dalla pistola d'oro        | Francisco Scaramanga                                      | Christopher Lee                               | Rubare l'agitatore Solex, un componente essenziale per un impianto di energia solare | Espandere la sua organizzazione criminale nei Caraibi |
| 10   | La spia che mi amava                           | Karl Stromberg                                            | Curd Jürgens                                  | Distruggere il mondo e ricostruire la civiltà sott'acqua | |
| 11   | Moonraker - Operazione spazio                  | Hugo Drax                                                 | Michael Lonsdale                              | Uccidere quasi tutta l'umanità per poi ripopolare il mondo con coppie accuratamente scelte | Distruggere Londra per vendicarsi della sconfitta nazista nella Seconda guerra mondiale                                                                    |
| 12   | Solo per i tuoi occhi                          | Aris Kristatos                                            | Julian Glover                                 | Rubare il dispositivo ATAC, che consentirebbe il dirottamento del sottomarino nucleare British Polaris | |
| 13   | Octopussy - Operazione piovra                  | Kamal Khan e il generale Orlov                            | Louis Jourdan e Steven Berkoff                | Far detonare armi nucleari in Europa, portare l'occidente al disarmo e utilizzare questo pretesto per invadere le nazioni della Nato | |
| 14   | 007 - Bersaglio mobile                         | Max Zorin                                                 | Christopher Walken                            | Causare un terremoto tale da distruggere Silicon Valley per monopolizzare il mercato dei microchip | |
| 15   | 007 - Zona pericolo                            | Brad Whitaker e Georgi Koskov                             | Joe Don Baker e Jeroen Krabbé                 | Mantenere il contrabbando d'oppio, armi e diamanti | |
| 16   | 007 - Vendetta privata                         | Franz Sanchez                                             | Robert Davi                                   | Gestire il traffico di droga in Sud America | |
| 17   | GoldenEye                                      | Alec Trevelyan                                            | Sean Bean                                     | Impossessarsi del satellite GoldenEye e usarlo a scopo di lucro e di vendetta | |
| 18   | Il domani non muore mai                        | Elliot Carver                                             | Jonathan Pryce                                | Provocare la guerra tra il Regno Unito e la Cina per avere il monopolio della trasmissione del conflitto | |
| 19   | Il mondo non basta                             | Elektra King e Viktor 'Renard' Zokas                      | Sophie Marceau e Robert Carlyle               | Acquisire il controllo esclusivo del petrolio di transito nel mar Nero distruggendo Istanbul con un'arma nucleare | |
| 20   | La morte può attendere                         | Gustav Graves                                             | Toby Stephens e Will Yun Lee                  | Invadere la Corea del Sud con l'aiuto di un raggio mortale satellitare | |
| 21   | Casino Royale                                  | Le Chiffre                                                | Mads Mikkelsen                                | Riguadagnare il denaro ottenuto dai clienti, perso a causa di un fallito attentato terroristico, con una partita a poker | Recuperare i soldi del Partito comunista francese, che lui stesso ha usato per costruire bordelli che poi hanno dovuto chiudere, in una partita di Baccarà |
| 22   | Quantum of Solace                              | Dominic Greene                                            | Mathieu Amalric                               | Organizzare un colpo di stato in America Latina per ottenere il controllo di una ricca risorsa idrica | |
| 23   | Skyfall                                        | Raoul Silva                                               | Javier Bardem                                 | Vendicarsi di M, che lo aveva tradito e venduto ai servizi segreti cinesi quando era un agente dell'MI6 | |
| 24   | Spectre                                        | Franz Oberhauser / Ernst Stavro Blofeld                   | Christoph Waltz                               | Ottenere l'introduzione de "I Nove Occhi", un database che unisce le conoscenze dei nove servizi segreti più potenti al mondo, per sovvertire la democrazia e dominare il mondo e vendicarsi di Bond | |
| 25   | No Time to Die                                 | Lyutsifer Safin e Franz Oberhauser / Ernst Stavro Blofeld | Rami Malek e Christoph Waltz                  | Diffondere su scala mondiale il "Progetto Heracles", arma biologica inizialmente sviluppata dall'MI6 e poi trafugata da Lyutsifer Safin a scopo di vendetta, prima sull'intera SPECTRE e successivamente sull'intera umanità per far provare alle persone il dolore e i traumi subiti dallo stesso Safin. | |